# Wymaz

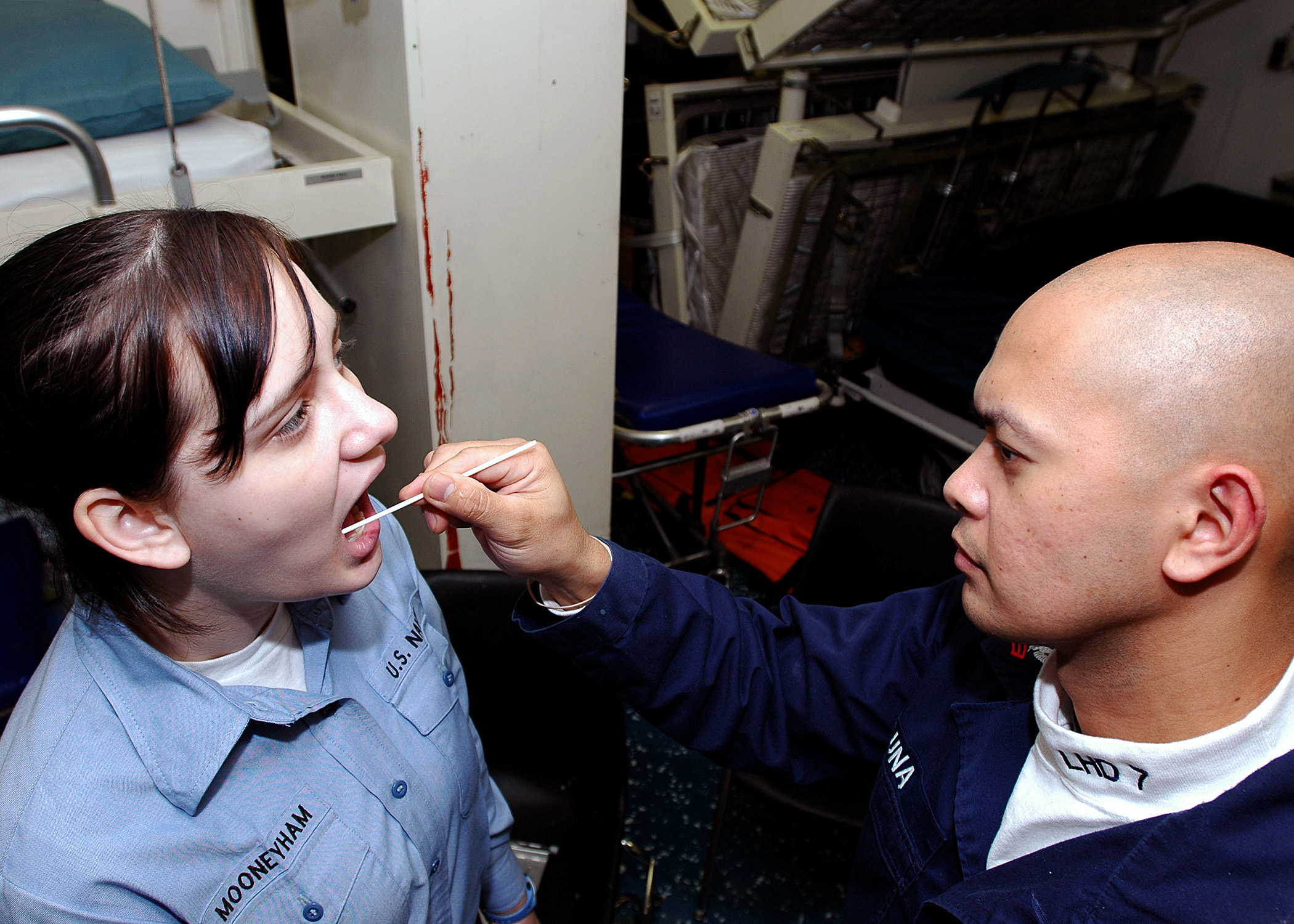
Pobieranie wymazu śliny z wewnętrznej ścianki policzka w celu badania DNA

Wymaz – pobieranie próbki płynów fizjologicznych, wydzielin określonego narządu, wydalin lub śluzu w celu zbadania jej składu; w szczególności, pod kątem zawartych w niej komórek złuszczonego nabłonka, mikroorganizmów (grzybów, bakterii) lub śladów określonych substancji chemicznych. Do pobierania wymazu używa się szpatułek, wymazówek bądź też specjalnych szczoteczek (m.in. w badaniu śluzu szyjki macicy). Pobrany materiał może zostać przeniesiony wprost na szkiełko mikroskopowe w celu bezpośredniej obserwacji próbki (tzw. rozmaz), bądź przeniesiony na pożywkę w celu rozmnożenia zawartych w niej mikroorganizmów (tzw. posiew).